# Lumbrineris capensis
Lumbrineris capensis är en ringmaskart. Lumbrineris capensis ingår i släktet Lumbrineris och familjen Lumbrineridae. Inga underarter finns listade i Catalogue of Life.